# París-Tours 1907
La París-Tours 1907 fue la cuarta edición de la clásica París-Tours. Se disputó el 22 de septiembre de 1907 y el vencedor final fue el francés Georges Passerieu, que se impuso al sprint a sus tres compañeros de fuga.  

## Clasificación general[3]
|    | Ciclista           | Equipo   | Tiempo     |
| -- | ------------------ | -------- | ---------- |
| 1  | Georges Passerieu  |          | 7h 37' 00" |
| 2  | André Pottier      |          | m.t.       |
| 3  | Émile Georget      |          | m.t.       |
| 4  | Eugène Platteau    |          | m.t.       |
| 5  | Georges Landrieux  |          | + 9' 30"   |
| 6  | Marcel Godivier    | Panneton | m.t.       |
| 7  | Paul Chauvet       |          | + 12' 30"  |
| 8  | Daniel Lavalade    |          | + 33' 00"  |
| 9  | Constant Ménager   |          | m.t.       |
| 10 | Jean-Baptiste Roux |          | + 33' 20"  |